# غرهام ثورن
غرهام ثورن هو لاعب اتحاد الرغبي وسياسي نيوزيلندي، ولد في 25 فبراير 1946 في أوكلاند في نيوزيلندا. انتخب عضو مجلس النواب النيوزيلندي ‏.

## وصلات خارجية
- غرهام ثورن عل موقع إسبنسكروم (الإنجليزية)